# Patrouille Suisse
Patrouille Suisse er et kunstflyvnings team fra det schweiziske luftvåben Schweizer Luftwaffe. Teamet benytter seks Northrop F-5E Tiger II-jagerfly.
Patrouille Suisse blev grundlagt den 22. august 1964 med fire Hawker Hunter-fly. Teamet har også i 1968 optrådt med Dassault Mirage III-fly under navnet "Patrouille de Suisse Mirage", men optrådte ellers med de fire Huntere indtil 1970, hvor et femte fly, og senere et sjette fly, blev tilknyttet enheden. Enheden fløj med sine Hunters sidste gang i 1994, hvor man skiftede til det hurtigere og mere manøvredygtige amerikanske F-5E Tiger II.
I 2013 meddelte den schweiziske forsvarsminister, at enheden ville blive nedlagt i 2016, som følge af at de aldrende fly ville blive taget ud af tjeneste. Det har været drøftet at lade enheden flyve med fire F/A-18C'ere.